# Ölmühle (Mömbris)

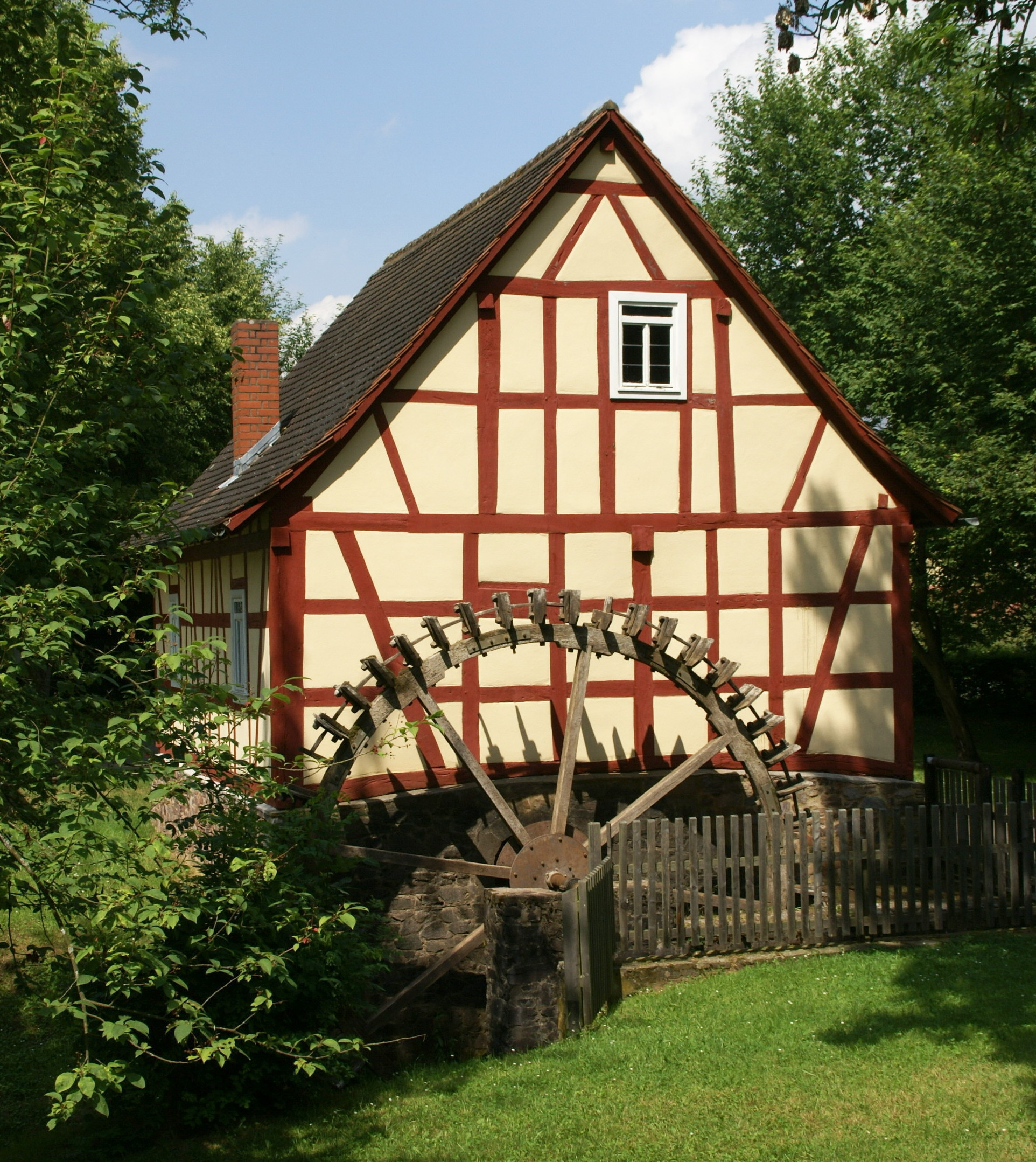
Ölmühle Mömbris

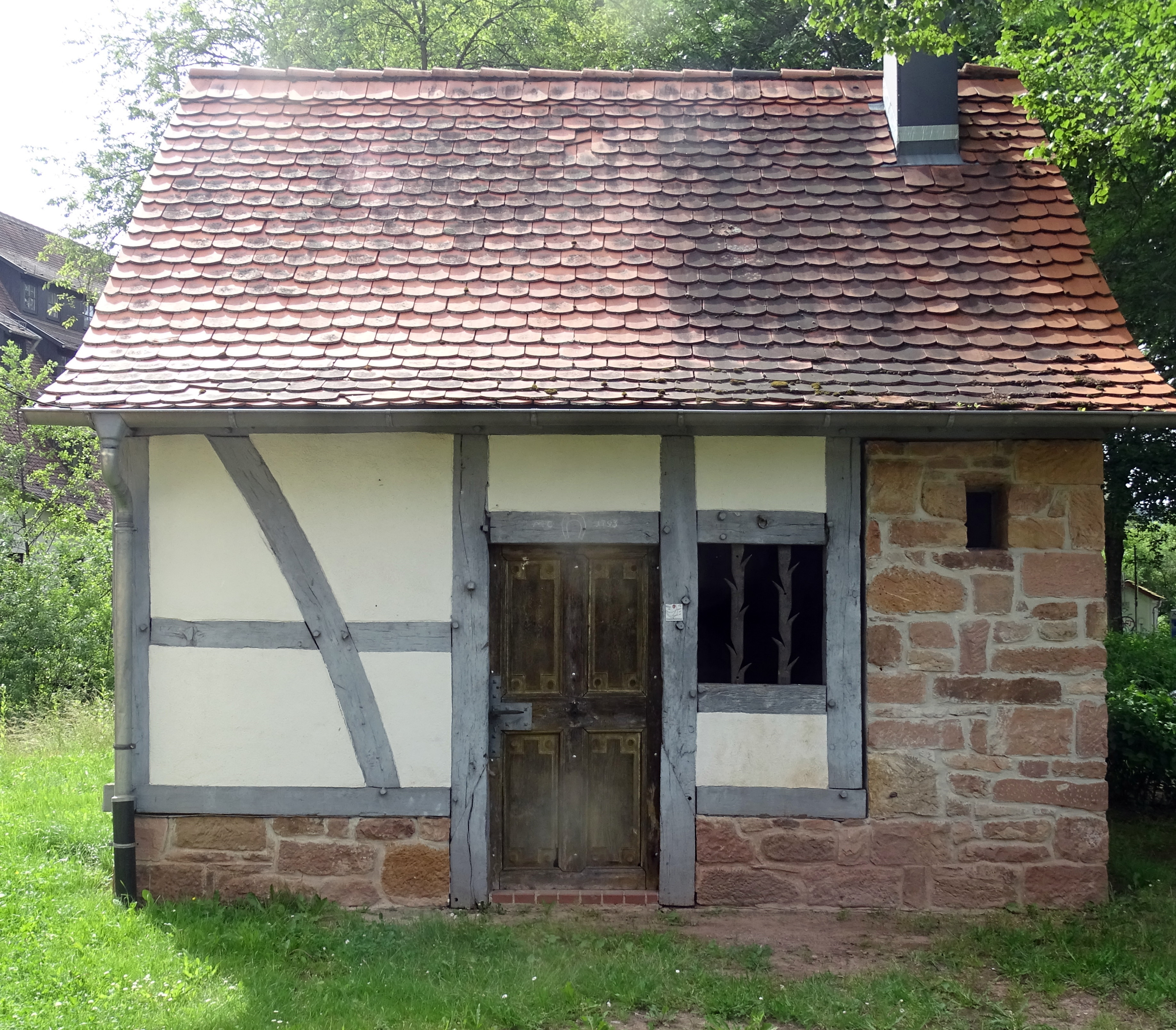
Schmiede Mömbris

Die Ölmühle in Mömbris ist eine ehemalige Ölmühle im Landkreis Aschaffenburg in Bayern.

## Geographie
Ursprünglich stand die Ölmühle, damals Ölmühle Grünewald und später Wenzelsmühle genannt, gegenüber der Mömbriser Obermühle, am nördlichen Ende der heutigen Mühlgasse ⊙. Sie wurde nach ihrer Stilllegung und dem Abriss des Gebäudes am jetzigen Standort, am Parkplatz zwischen dem Bahnhof und dem Marktplatz wieder errichtet. Auf Initiative des Heimat- und Geschichtsverein Mömbris, wurde im Jahr 1995 die Ölmühle mit einer Schmiede aus Wiesen ergänzt. Beide Gebäude bilden heute ein kleines Freilichtmuseum.

## Geschichte

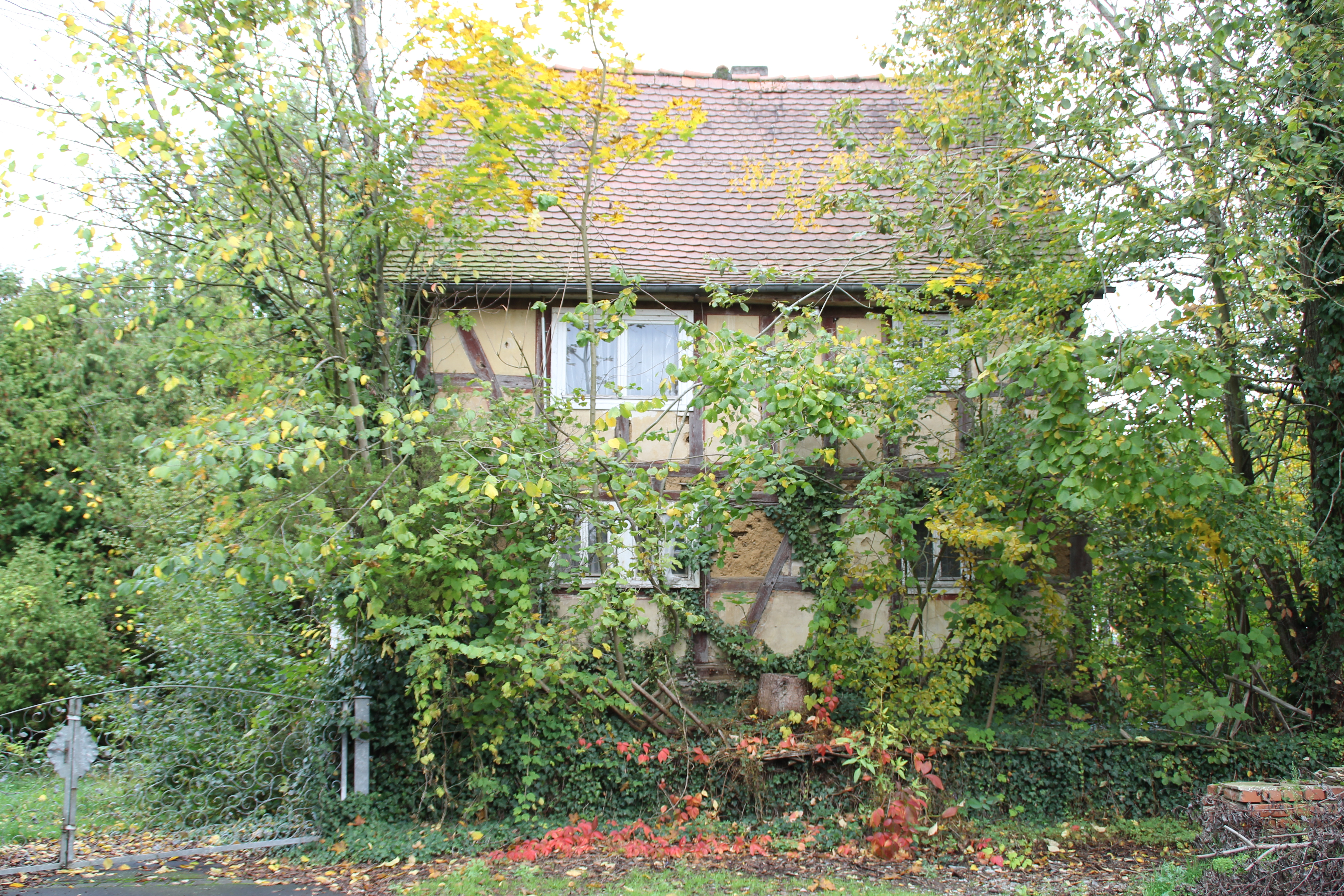
Früheres Wohnhaus der Wenzelsmühle in der Mühlgasse, 2019

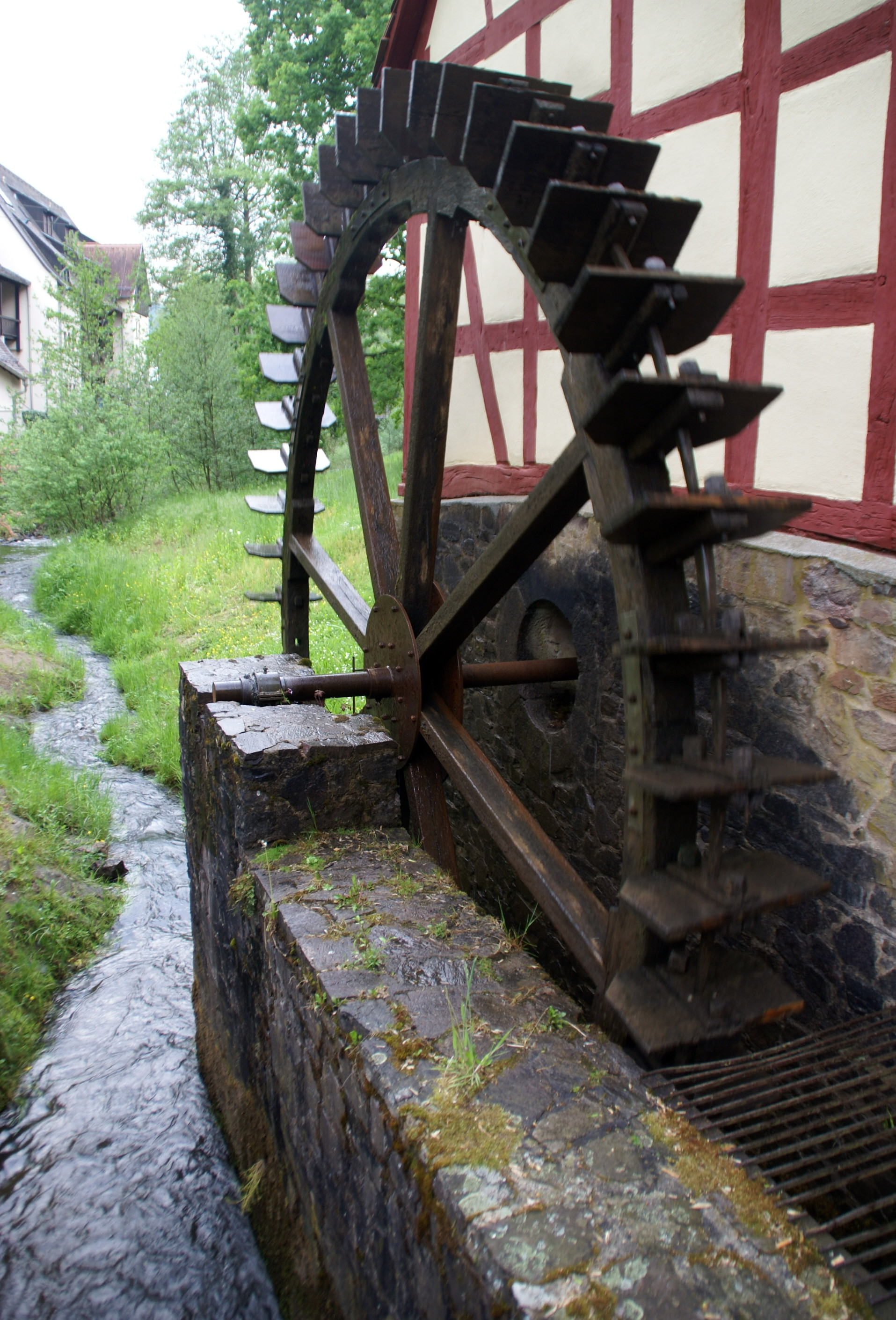
Das unterschlächtige Wasserrad und der Mühlbach

Die Ölmühle Grünewald wurde im Jahr 1780 an der Kahl als eingeschossiges Fachwerkhaus auf einem Bruchsteinsockel gegenüber der Obermühle errichtet. Sie war nahezu baugleich mit der Ölmühle der Untermühle, auch Hellenthalsmühle genannt. Die Obermühle war eine Doppelmühle und bestand aus den beiden Getreidemühlen Hennesemühle und Gretelsmühle. Zu dieser Zeit drehten sich dort drei unterschlächtige Wasserräder nebeneinander. Die Mühle verölte meist Samen von Lein und Raps, doch auch Bucheckern und Haselnüsse. 1876 bewohnte der Müller August Grünewald, der auch Bürgermeister von Mömbris war, die Ölmühle. Später wurde sie von seinem Schwiegersohn Karl Wenzel übernommen.
Die nun Wenzelsmühle genannte Ölmühle wurde 1954 aufgrund der fortschreitenden Industrialisierung stillgelegt und 1977 mit dem Bau der Staatsstraße 2305 und der damit verbundenen Kahlregulierung zum Abbruch freigegeben. Nach einem Antrag des Heimat- und Geschichtsvereines und dem darauf folgenden Gemeinderatsbeschluss wurde das Gebäude mit seiner Inneneinrichtung erhalten und versetzt. Der Flusslauf der Kahl wurde nach Norden verlegt, die drei Streichwehre entfernt und der Mühlbach zugeschüttet. Das am rechten Kahlufer errichtete Wohnhaus der Wenzelsmühle steht heute durch die Flussverlegung auf der linken Seite.
Mitte 1977 waren die Rohbauarbeiten so weit fortgeschritten, dass ein Richtfest gefeiert wurde. Nach dem Wiederaufbau des Fachwerkhauses wurde die Inneneinrichtung wie Kollergang, Keilpresse und Ofen wieder sorgfältig aufgebaut. Das Mühlrad musste erneuert werden. Ein neuer Mühlbach, größtenteils unterirdisch in Rohren verlegt, wurde gegraben und ein Holzschütz installiert. Er leitet nun das Kahlwasser dem Mühlengebäude zu und treibt das Wasserrad an. Aufgrund dessen, dass die Statik des Fachwerks beim Versetzen des Gebäudes gelitten hat, ist es nicht mehr möglich, die Mühle in Betrieb zu setzen. Inzwischen steht die Ölmühle unter Denkmalschutz.
Ein Hotel in der Nähe des heutigen Standortes der Ölmühle benannte sich nach ihr.